# Тиранчик гострохвостий
Тира́нчик гострохво́стий (Culicivora caudacuta) — вид горобцеподібних птахів родини тиранових (Tyrannidae). Мешкає в Південній Америці. Це єдиний представник монотипного роду Гострохвостий тиранчик (Culicivora).

## Опис

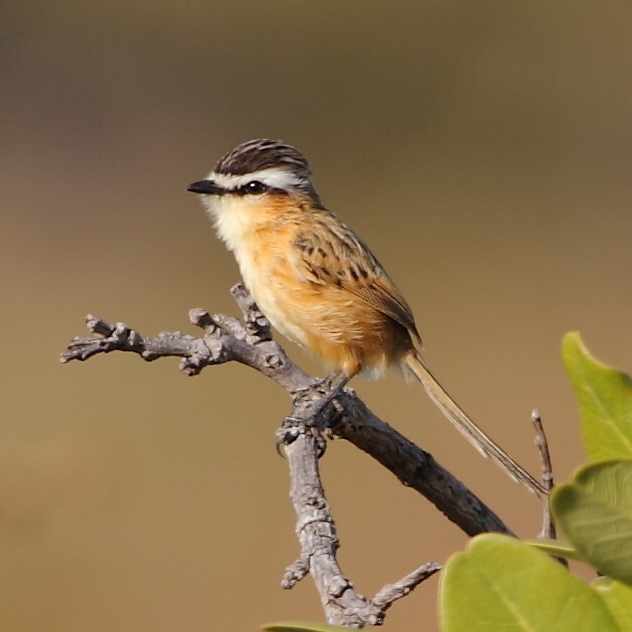
Гострохвостий тиранчик

Довжина птаха становить 12 см, вага 5,8—7,2 г. Тім'я чорнувате, поцятковане білими смужками. Над очима білі «брови». через очі проходять чорні смуги. Серхня частина тіла темно-коричнева. сильно поцяткована широкими охристими смугами. Хвіст довгий, вузький, стернові пера загострені. Крила коричневі з кремовими краями. Нижня частина тіла білувата, боки і живіт коричневі. Очі карі, дзьоб і лапи чорні.

## Поширення і екологія
Гострохвості тиранчики мешкають на сході Болівії, в центрі та на півдні Бразилії, на сході Парагваю, на північному сході Аргентини, трапляються на півночі Уругваю. Вони живуть в саванах серрадо, на сухих і заплавних луках та на пасовищах. Зустрічаються на висоті до 1400 м над рівнем моря.

## Поведінка
Гострохвості тиранчики зустрічаються поодинці або парами, взимку іноді утворюють зграйки. Живляться комахами і насінням трав. Сезон розмноження триває з жовтня по березень. Гніздо куполоподібне, робиться з рослинних волокон, скріплених павутинням. В кладці 3-4 яйця кремового кольору розміром 15×11 мм. Гніздо будується протягом 10-15 днів, інкубаційний період триває 15-16 днів, пташенята покидають гніздо через 9-14 днів після вилуплення.

## Збереження
МСОП класифікує цей вид як вразливий. За оцінками дослідників, популяція гострохвостих тиранчиків становить від 15 до 30 тисяч птахів. Їм загрожує знищення природного середовища.